# Lijst van rijksmonumenten in Schaarsbergen
De plaats Schaarsbergen telt 230 inschrijvingen in het rijksmonumentenregister. Hieronder een overzicht.
| Object                                                                                         | Oorspronkelijke functie?  | Bouwjaar                                    | Architect                  | Locatie                                        | Coördinaten?                  | Nr.?   | Afbeelding                                                                               |
| ---------------------------------------------------------------------------------------------- | ------------------------- | ------------------------------------------- | -------------------------- | ---------------------------------------------- | ----------------------------- | ------ | ---------------------------------------------------------------------------------------- |
| Lichtenbeek: Natuurstenen siervazen op gemetselde voet in Lodewijk XV-vormen                   | Straatmeubilair           | derde kwart 18e eeuw                        |                            | Amsterdamseweg bij 459                         | 52° 0' 9" NB, 5° 51' 26" OL   | 8288   | Meer afbeeldingen                                                                        |
| Lichtenbeek: Koetshuis                                                                         | Bijgebouwen kastelen enz. | laatste helft 19e eeuw                      |                            | Amsterdamseweg 459                             | 52° 0' 5" NB, 5° 51' 28" OL   | 8289   | Meer afbeeldingen                                                                        |
| Lichtenbeek: Boswachtershuis                                                                   | Bijgebouwen kastelen enz. | laatste helft 19e eeuw                      |                            | Amsterdamseweg 461                             | 52° 0' 5" NB, 5° 51' 25" OL   | 8290   | Meer afbeeldingen                                                                        |
| Buitenhuis met alleen begane grond met schilddak en links een puntgevel                        | Woonhuis                  |                                             |                            | Koningsweg 27                                  | 52° 2' 3" NB, 5° 53' 3" OL    | 8347   | Buitenhuis met alleen begane grond met schilddak en links een puntgevel                  |
| Pand zonder verdieping, onder pannen zadeldak                                                  | Woonhuis                  | midden 19e eeuw                             |                            | Kemperbergerweg 190                            | 52° 0' 48" NB, 5° 52' 38" OL  | 8388   | Meer afbeeldingen                                                                        |
| Pand zonder verdieping, onder pannen zadeldak                                                  | Woonhuis                  | midden 19e eeuw                             |                            | Kemperbergerweg 192                            | 52° 0' 49" NB, 5° 52' 37" OL  | 8389   | Meer afbeeldingen                                                                        |
| Pand zonder verdieping, onder pannen zadeldak                                                  | Woonhuis                  | midden 19e eeuw                             |                            | Kemperbergerweg 194                            | 52° 0' 49" NB, 5° 52' 37" OL  | 8390   | Meer afbeeldingen                                                                        |
| Pand zonder verdieping, onder pannen zadeldak                                                  | Woonhuis                  | midden 19e eeuw                             |                            | Kemperbergerweg 196                            | 52° 0' 49" NB, 5° 52' 37" OL  | 8391   | Meer afbeeldingen                                                                        |
| Terrein waarin elf grafheuvels                                                                 | Archeologisch monument    | Neolithicum en/of Bronstijd                 |                            |                                                | 52° 0' 35" NB, 5° 51' 14" OL  | 45121  | Terrein waarin elf grafheuvels                                                           |
| Grafheuvel                                                                                     | Archeologisch monument    | Neolithicum en/of Bronstijd                 |                            |                                                | 51° 59' 57" NB, 5° 50' 14" OL | 45122  | Grafheuvel                                                                               |
| Lichtenbeek:Grafheuvel                                                                         | Archeologisch monument    | Neolithicum en/of Bronstijd                 |                            |                                                | 52° 0' 14" NB, 5° 51' 8" OL   | 45124  | Upload foto                                                                              |
| Vliegbasis Deelen/Koningsheide en Diogenes: Diogenesbunker                                     | Bomvrij militair object   | 1941-1943                                   |                            | Koningsweg 13c                                 | 52° 1' 60" NB, 5° 51' 54" OL  | 516908 | Meer afbeeldingen                                                                        |
| De Groote Kweek                                                                                | Boerderij                 | 1900                                        |                            | Harderwijkerweg 3                              | 52° 1' 19" NB, 5° 51' 11" OL  | 516823 | De Groote Kweek                                                                          |
| Schuur bij de boerderij De Groote Kweek                                                        | Boerderij                 | 1900                                        |                            | Harderwijkerweg bij 3                          | 52° 1' 19" NB, 5° 51' 11" OL  | 516824 | Meer afbeeldingen                                                                        |
| Toegangshek Hoge Veluwe                                                                        | Erfscheiding              | 1920                                        | A.J. Kropholler            | Koningsweg bij 13                              | 52° 1' 55" NB, 5° 52' 2" OL   | 523567 | Toegangshek Hoge Veluwe                                                                  |
| De Menthenberg: huis                                                                           | Kasteel, buitenplaats     | 18e eeuw (kern) 1907 (verb.)                |                            | Kemperbergerweg 15                             | 52° 0' 18" NB, 5° 52' 57" OL  | 526474 | Meer afbeeldingen                                                                        |
| De Menthenberg: historisch aanleg                                                              | Tuin, park en plantsoen   | 18e/19e/20e eeuw                            |                            | Kemperbergerweg bij 15                         | 52° 0' 18" NB, 5° 52' 55" OL  | 526475 | Upload foto                                                                              |
| De Menthenberg: koetshuis                                                                      | Bijgebouwen kastelen enz. | 19e of eerste kwart 20e eeuw                |                            | Kemperbergerweg 13                             | 52° 0' 18" NB, 5° 52' 57" OL  | 526476 | Upload foto                                                                              |
| De Menthenberg: toegangshek                                                                    | Tuin, park en plantsoen   | 19e of eerste kwart 20e eeuw                |                            | Kemperbergerweg bij 15                         | 52° 0' 18" NB, 5° 52' 55" OL  | 526477 | Upload foto                                                                              |
| De Menthenberg: kas met pitkas en vier koude bakken                                            | Tuin, park en plantsoen   | tweede helft 19e eeuw en begin 20e eeuw     |                            | Kemperbergerweg bij 15                         | 52° 0' 18" NB, 5° 52' 55" OL  | 526478 | Meer afbeeldingen                                                                        |
| De Menthenberg: tuinsieraden                                                                   | Tuin, park en plantsoen   | mogelijk 18e eeuw                           |                            | Kemperbergerweg bij 15                         | 52° 0' 18" NB, 5° 52' 55" OL  | 526479 | Meer afbeeldingen                                                                        |
| De Menthenberg: drinkbak                                                                       | Tuin, park en plantsoen   | eerste kwart 20e eeuw                       |                            | Kemperbergerweg bij 15                         | 52° 0' 18" NB, 5° 52' 55" OL  | 526480 | Upload foto                                                                              |
| Mariëndaal: twee toegangskolommen                                                              | Tuin, park en plantsoen   | vermoedelijk 19e eeuw                       |                            | Amsterdamseweg 457                             | 52° 0' 2" NB, 5° 51' 39" OL   | 527541 | Meer afbeeldingen                                                                        |
| Vliegbasis Deelen/Koningsheide en Diogenes: Terrein met aanleg                                 | Open verdedigingswerk     | 1940-1942                                   |                            | Koningsweg bij 13C                             |                               | 529811 | Upload foto                                                                              |
| Vliegbasis Deelen/Koningsheide en Diogenes: Solitaire bunker                                   | Bijgebouwen               | 1940-1943                                   |                            | Koningsweg bij 13C                             |                               | 529813 | Upload foto                                                                              |
| Vliegbasis Deelen/Koningsheide en Diogenes: Legeringsbarak                                     | Militair verblijfsgebouw  | 1940-1943                                   |                            | Kemperbergerweg 793                            | 52° 1' 47" NB, 5° 52' 10" OL  | 529814 | Upload foto                                                                              |
| Boerderij Het Hoog Erf                                                                         | Bijgebouwen kastelen enz. | 1947-1948                                   | Architectenbureau Feenstra | Bakenbergseweg 223                             | 52° 0' 20" NB, 5° 52' 13" OL  | 529849 | Meer afbeeldingen                                                                        |
| Zomerhuis behorende bij boerderij Het Hoog Erf                                                 | Bijgebouwen kastelen enz. | circa 1850                                  |                            | Bakenbergseweg 225                             | 52° 0' 20" NB, 5° 52' 13" OL  | 529852 | Meer afbeeldingen                                                                        |
| Warnsborn: Tuin- en parkaanleg                                                                 | Tuin, park en plantsoen   | 19e eeuw                                    |                            | Bakenbergseweg bij 277                         |                               | 528889 | Meer afbeeldingen                                                                        |
| Warnsborn: Koetshuis                                                                           | Bijgebouwen kastelen enz. | 1847                                        |                            | Bakenbergseweg 301                             | 52° 0' 37" NB, 5° 51' 59" OL  | 528890 | Meer afbeeldingen                                                                        |
| Warnsborn: Orangerie                                                                           | Tuin, park en plantsoen   | 1876                                        |                            | Bakenbergseweg 269                             | 52° 0' 38" NB, 5° 52' 1" OL   | 528891 | Meer afbeeldingen                                                                        |
| Warnsborn: IJskelder                                                                           | Tuin, park en plantsoen   | circa 1830                                  |                            | Bakenbergseweg bij 277                         |                               | 528892 | Meer afbeeldingen                                                                        |
| Warnsborn: Kapel (folly)                                                                       | Bijgebouwen kastelen enz. | begin 19e eeuw                              |                            | Bakenbergseweg 297                             | 52° 0' 34" NB, 5° 52' 1" OL   | 528893 | Meer afbeeldingen                                                                        |
| Warnsborn: Hekpalen met opschrift "Warnsborn"                                                  | Tuin, park en plantsoen   | omstreeks 1870                              |                            | Bakenbergseweg bij 257, Amsterdamseweg bij 226 | 52° 0' 3" NB, 5° 51' 37" OL   | 528894 | Meer afbeeldingen                                                                        |
| Warnsborn: Drie bruggen                                                                        | Tuin, park en plantsoen   | tweede helft 19e eeuw, ca. 1870 en ca. 1900 |                            | Bakenbergseweg bij 277                         |                               | 528895 | Meer afbeeldingen                                                                        |
| Warnsborn: Vier cascades                                                                       | Tuin, park en plantsoen   | vermoedelijk vroeg 19e eeuw                 |                            | Bakenbergseweg bij 277                         |                               | 528896 | Meer afbeeldingen                                                                        |
| Vliegbasis Deelen/Groot-Heidekamp: Terrein met aanleg                                          | Open verdedigingswerk     | 1940-1941                                   |                            | Deelen:Groot-Heidekamp                         |                               | 529577 | Upload foto                                                                              |
| Vliegbasis Deelen/Groot-Heidekamp: Gebouw 1, artsenpost                                        | Bomvrij militair object   | 1940-1941                                   |                            | Deelen:Groot-Heidekamp                         |                               | 529578 | Upload foto                                                                              |
| Vliegbasis Deelen/Groot-Heidekamp: Gebouw 2, ziekenbarak                                       | Bomvrij militair object   | 1940-1941                                   |                            | Deelen:Groot-Heidekamp                         |                               | 529579 | Upload foto                                                                              |
| Vliegbasis Deelen/Groot-Heidekamp: Gebouw 3, ziekenbarak                                       | Bomvrij militair object   | 1940-1941                                   |                            | Deelen:Groot-Heidekamp                         |                               | 529580 | Upload foto                                                                              |
| Vliegbasis Deelen/Groot-Heidekamp: Gebouw 4, ziekenbarak                                       | Bomvrij militair object   | 1940-1941                                   |                            | Deelen:Groot-Heidekamp                         |                               | 529581 | Upload foto                                                                              |
| Vliegbasis Deelen/Groot-Heidekamp: Gebouw 5, tandartsenpost                                    | Bijgebouwen               | 1940-1941                                   |                            | Deelen:Groot-Heidekamp                         |                               | 529582 | Upload foto                                                                              |
| Vliegbasis Deelen/Groot-Heidekamp: Gebouw 6, legeringsbarak                                    | Militair verblijfsgebouw  | 1940-1941                                   |                            | Deelen:Groot-Heidekamp                         |                               | 529583 | Upload foto                                                                              |
| Vliegbasis Deelen/Groot-Heidekamp: Gebouw 7, legeringsbarak                                    | Militair verblijfsgebouw  | 1940-1941                                   |                            | Deelen:Groot-Heidekamp                         |                               | 529584 | Upload foto                                                                              |
| Vliegbasis Deelen/Groot-Heidekamp: Gebouw 8, legeringsbarak                                    | Militair verblijfsgebouw  | 1940-1941                                   |                            | Deelen:Groot-Heidekamp                         |                               | 529585 | Upload foto                                                                              |
| Vliegbasis Deelen/Groot-Heidekamp: Gebouw 9, legeringsbarak                                    | Militair verblijfsgebouw  | 1940-1941                                   |                            | Deelen:Groot-Heidekamp                         |                               | 529586 | Upload foto                                                                              |
| Vliegbasis Deelen/Groot-Heidekamp: Gebouw 10, ontspanningsgebouw en restaurant                 | Militair verblijfsgebouw  | 1940-1941                                   |                            | Deelen:Groot-Heidekamp                         |                               | 529587 | Upload foto                                                                              |
| Vliegbasis Deelen/Groot-Heidekamp: Gebouw 11/12, transformatorhuis met sport- of leslokaal     | Militair verblijfsgebouw  | 1940-1941                                   |                            | Deelen:Groot-Heidekamp                         |                               | 529588 | Upload foto                                                                              |
| Vliegbasis Deelen/Groot-Heidekamp: Gebouw 13, legeringsbarak                                   | Militair verblijfsgebouw  | 1940-1941                                   |                            | Deelen:Groot-Heidekamp                         |                               | 529589 | Upload foto                                                                              |
| Vliegbasis Deelen/Groot-Heidekamp: Gebouw 14, legeringsbarak                                   | Militair verblijfsgebouw  | 1940-1941                                   |                            | Deelen:Groot-Heidekamp                         |                               | 529590 | Upload foto                                                                              |
| Vliegbasis Deelen/Groot-Heidekamp: Gebouw 15, legeringsbarak                                   | Militair verblijfsgebouw  | 1940-1941                                   |                            | Deelen:Groot-Heidekamp                         |                               | 529591 | Upload foto                                                                              |
| Vliegbasis Deelen/Groot-Heidekamp: Gebouw 16, legeringsbarak                                   | Militair verblijfsgebouw  | 1940-1941                                   |                            | Deelen:Groot-Heidekamp                         |                               | 529592 | Upload foto                                                                              |
| Vliegbasis Deelen/Groot-Heidekamp: Gebouw 17, legeringsbarak                                   | Militair verblijfsgebouw  | 1940-1941                                   |                            | Deelen:Groot-Heidekamp                         |                               | 529593 | Upload foto                                                                              |
| Vliegbasis Deelen/Groot-Heidekamp: Gebouw 18, legeringsbarak                                   | Militair verblijfsgebouw  | 1940-1941                                   |                            | Deelen:Groot-Heidekamp                         |                               | 529594 | Upload foto                                                                              |
| Vliegbasis Deelen/Groot-Heidekamp: Gebouw 19, legeringsbarak                                   | Militair verblijfsgebouw  | 1940-1941                                   |                            | Deelen:Groot-Heidekamp                         |                               | 529595 | Upload foto                                                                              |
| Vliegbasis Deelen/Groot-Heidekamp: Gebouw 20, legeringsbarak                                   | Militair verblijfsgebouw  | 1940-1941                                   |                            | Deelen:Groot-Heidekamp                         |                               | 529596 | Upload foto                                                                              |
| Vliegbasis Deelen/Groot-Heidekamp: Gebouw 21, legeringsbarak                                   | Militair verblijfsgebouw  | 1940-1941                                   |                            | Deelen:Groot-Heidekamp                         |                               | 529597 | Upload foto                                                                              |
| Vliegbasis Deelen/Groot-Heidekamp: Gebouw 22, legeringsbarak                                   | Militair verblijfsgebouw  | 1940-1941                                   |                            | Deelen:Groot-Heidekamp                         |                               | 529598 | Upload foto                                                                              |
| Vliegbasis Deelen/Groot-Heidekamp: Gebouw 23, legeringsbarak                                   | Militair verblijfsgebouw  | 1940-1941                                   |                            | Deelen:Groot-Heidekamp                         |                               | 529599 | Upload foto                                                                              |
| Vliegbasis Deelen/Groot-Heidekamp: Gebouw 24, ketelhuis                                        | Bijgebouwen               | 1940-1941                                   |                            | Deelen:Groot-Heidekamp                         |                               | 529600 | Upload foto                                                                              |
| Vliegbasis Deelen/Groot-Heidekamp: Gebouw 25, legeringsbarak                                   | Militair verblijfsgebouw  | 1940-1941                                   |                            | Deelen:Groot-Heidekamp                         |                               | 529601 | Upload foto                                                                              |
| Vliegbasis Deelen/Groot-Heidekamp: Gebouw 26, legeringsbarak                                   | Militair verblijfsgebouw  | 1940-1941                                   |                            | Deelen:Groot-Heidekamp                         |                               | 529602 | Upload foto                                                                              |
| Vliegbasis Deelen/Groot-Heidekamp: Gebouw 27, legeringsbarak                                   | Militair verblijfsgebouw  | 1940-1941                                   |                            | Deelen:Groot-Heidekamp                         |                               | 529603 | Upload foto                                                                              |
| Vliegbasis Deelen/Groot-Heidekamp: Gebouw 28, legeringsbarak                                   | Militair verblijfsgebouw  | 1940-1941                                   |                            | Deelen:Groot-Heidekamp                         |                               | 529604 | Upload foto                                                                              |
| Vliegbasis Deelen/Groot-Heidekamp: Gebouw 29, legeringsbarak                                   | Militair verblijfsgebouw  | 1940-1941                                   |                            | Deelen:Groot-Heidekamp                         |                               | 529605 | Upload foto                                                                              |
| Vliegbasis Deelen/Groot-Heidekamp: Gebouw 30, poortgebouw                                      | Bijgebouwen               | 1940-1941                                   |                            | Deelen:Groot-Heidekamp                         |                               | 529606 | Upload foto                                                                              |
| Vliegbasis Deelen/Groot-Heidekamp: Gebouw 31, ontspanningsgebouw en restaurant                 | Militair verblijfsgebouw  | 1940-1941                                   |                            | Deelen:Groot-Heidekamp                         |                               | 529607 | Upload foto                                                                              |
| Vliegbasis Deelen/Groot-Heidekamp: Gebouw 32, legeringsbarak                                   | Militair verblijfsgebouw  | 1940-1941                                   |                            | Deelen:Groot-Heidekamp                         |                               | 529608 | Upload foto                                                                              |
| Vliegbasis Deelen/Groot-Heidekamp: Gebouw 33, legeringsbarak                                   | Militair verblijfsgebouw  | 1940-1941                                   |                            | Deelen:Groot-Heidekamp                         |                               | 529609 | Upload foto                                                                              |
| Vliegbasis Deelen/Groot-Heidekamp: Gebouw 34, transformatorgebouw                              | Bijgebouwen               | 1940-1941                                   |                            | Deelen:Groot-Heidekamp                         |                               | 529610 | Upload foto                                                                              |
| Vliegbasis Deelen/Groot-Heidekamp: Gebouw 35, legeringsbarak                                   | Militair verblijfsgebouw  | 1940-1941                                   |                            | Deelen:Groot-Heidekamp                         |                               | 529611 | Upload foto                                                                              |
| Vliegbasis Deelen/Groot-Heidekamp: Gebouw 36, legeringsbarak                                   | Militair verblijfsgebouw  | 1940-1941                                   |                            | Deelen:Groot-Heidekamp                         |                               | 529612 | Upload foto                                                                              |
| Vliegbasis Deelen/Groot-Heidekamp: Gebouw 37, legeringsbarak                                   | Militair verblijfsgebouw  | 1940-1941                                   |                            | Deelen:Groot-Heidekamp                         |                               | 529613 | Upload foto                                                                              |
| Vliegbasis Deelen/Groot-Heidekamp: Gebouw 38, legeringsbarak                                   | Militair verblijfsgebouw  | 1940-1941                                   |                            | Deelen:Groot-Heidekamp                         |                               | 529614 | Upload foto                                                                              |
| Vliegbasis Deelen/Groot-Heidekamp: Gebouw 54, legeringsbarak                                   | Militair verblijfsgebouw  | 1940-1941                                   |                            | Deelen:Groot-Heidekamp                         |                               | 529623 | Upload foto                                                                              |
| Vliegbasis Deelen/Groot-Heidekamp: Gebouw 57, legeringsbarak                                   | Militair verblijfsgebouw  | 1940-1941                                   |                            | Deelen:Groot-Heidekamp                         |                               | 529626 | Upload foto                                                                              |
| Vliegbasis Deelen/Groot-Heidekamp: Gebouw 58, legeringsbarak                                   | Militair verblijfsgebouw  | 1940-1941                                   |                            | Deelen:Groot-Heidekamp                         |                               | 529627 | Upload foto                                                                              |
| Vliegbasis Deelen/Groot-Heidekamp: Gebouw 59, legeringsbarak                                   | Militair verblijfsgebouw  | 1940-1941                                   |                            | Deelen:Groot-Heidekamp                         |                               | 529628 | Upload foto                                                                              |
| Vliegbasis Deelen/Groot-Heidekamp: Gebouw 60, legeringsbarak                                   | Militair verblijfsgebouw  | 1940-1941                                   |                            | Deelen:Groot-Heidekamp                         |                               | 529629 | Upload foto                                                                              |
| Vliegbasis Deelen/Groot-Heidekamp: Gebouw 60A, schuur                                          | Bijgebouwen               | 1940-1941                                   |                            | Deelen:Groot-Heidekamp                         |                               | 529630 | Upload foto                                                                              |
| Vliegbasis Deelen/Groot-Heidekamp: Gebouw 61, legeringsbarak                                   | Militair verblijfsgebouw  | 1940-1941                                   |                            | Deelen:Groot-Heidekamp                         |                               | 529631 | Upload foto                                                                              |
| Vliegbasis Deelen/Groot-Heidekamp: Gebouw 62, legeringsbarak                                   | Militair verblijfsgebouw  | 1940-1941                                   |                            | Deelen:Groot-Heidekamp                         |                               | 529632 | Upload foto                                                                              |
| Vliegbasis Deelen/Groot-Heidekamp: Gebouw 63, legeringsbarak                                   | Militair verblijfsgebouw  | 1940-1941                                   |                            | Deelen:Groot-Heidekamp                         |                               | 529633 | Upload foto                                                                              |
| Vliegbasis Deelen/Groot-Heidekamp: Gebouw 64, legeringsbarak                                   | Militair verblijfsgebouw  | 1940-1941                                   |                            | Deelen:Groot-Heidekamp                         |                               | 529634 | Upload foto                                                                              |
| Vliegbasis Deelen/Groot-Heidekamp: Gebouw 65, legeringsbarak                                   | Militair verblijfsgebouw  | 1940-1941                                   |                            | Deelen:Groot-Heidekamp                         |                               | 529635 | Upload foto                                                                              |
| Vliegbasis Deelen/Groot-Heidekamp: Gebouw 66, legeringsbarak                                   | Militair verblijfsgebouw  | 1940-1941                                   |                            | Deelen:Groot-Heidekamp                         |                               | 529636 | Upload foto                                                                              |
| Vliegbasis Deelen/Groot-Heidekamp: Gebouw 67, legeringsbarak                                   | Militair verblijfsgebouw  | 1940-1941                                   |                            | Deelen:Groot-Heidekamp                         |                               | 529637 | Upload foto                                                                              |
| Vliegbasis Deelen/Groot-Heidekamp: Gebouw 68, legeringsbarak                                   | Militair verblijfsgebouw  | 1940-1941                                   |                            | Deelen:Groot-Heidekamp                         |                               | 529638 | Upload foto                                                                              |
| Vliegbasis Deelen/Groot-Heidekamp: Gebouw 69, legeringsbarak                                   | Militair verblijfsgebouw  | 1940-1941                                   |                            | Deelen:Groot-Heidekamp                         |                               | 529639 | Upload foto                                                                              |
| Vliegbasis Deelen/Groot-Heidekamp: Gebouw 70, legeringsbarak                                   | Militair verblijfsgebouw  | 1940-1941                                   |                            | Deelen:Groot-Heidekamp                         |                               | 529640 | Upload foto                                                                              |
| Vliegbasis Deelen/Groot-Heidekamp: Gebouw 71, legeringsbarak                                   | Militair verblijfsgebouw  | 1940-1941                                   |                            | Deelen:Groot-Heidekamp                         |                               | 529641 | Upload foto                                                                              |
| Vliegbasis Deelen/Groot-Heidekamp: Gebouw 72, legeringsbarak                                   | Militair verblijfsgebouw  | 1940-1941                                   |                            | Deelen:Groot-Heidekamp                         |                               | 529642 | Upload foto                                                                              |
| Vliegbasis Deelen/Groot-Heidekamp: Gebouw 73, legeringsbarak                                   | Militair verblijfsgebouw  | 1940-1941                                   |                            | Deelen:Groot-Heidekamp                         |                               | 529643 | Upload foto                                                                              |
| Vliegbasis Deelen/Groot-Heidekamp: Gebouw 74, legeringsbarak                                   | Militair verblijfsgebouw  | 1940-1941                                   |                            | Deelen:Groot-Heidekamp                         |                               | 529644 | Upload foto                                                                              |
| Vliegbasis Deelen/Groot-Heidekamp: Gebouw 75, legeringsbarak                                   | Bijgebouwen               | 1940-1941                                   |                            | Deelen:Groot-Heidekamp                         |                               | 529645 | Upload foto                                                                              |
| Vliegbasis Deelen/Groot-Heidekamp: Gebouw 76, legeringsbarak                                   | Militair verblijfsgebouw  | 1940-1941                                   |                            | Deelen:Groot-Heidekamp                         |                               | 529646 | Upload foto                                                                              |
| Vliegbasis Deelen/Groot-Heidekamp: Gebouw 77, legeringsbarak                                   | Militair verblijfsgebouw  | 1940-1941                                   |                            | Deelen:Groot-Heidekamp                         |                               | 529647 | Upload foto                                                                              |
| Vliegbasis Deelen/Groot-Heidekamp: Gebouw A1, schuur bij het kamphospitaal                     | Bijgebouwen               | 1940-1941                                   |                            | Deelen:Groot-Heidekamp                         |                               | 529648 | Upload foto                                                                              |
| Vliegbasis Deelen/Groot-Heidekamp: Gebouw B1, magazijn/opslagruimte                            | Bijgebouwen               | 1940-1941                                   |                            | Deelen:Groot-Heidekamp                         |                               | 529649 | Upload foto                                                                              |
| Vliegbasis Deelen/Groot-Heidekamp: Gebouw E1, schuur                                           | Bijgebouwen               | 1940-1941                                   |                            | Deelen:Groot-Heidekamp                         |                               | 529650 | Upload foto                                                                              |
| Vliegbasis Deelen/Groot-Heidekamp: Gebouw E3, schuur                                           | Bijgebouwen               | 1940-1941                                   |                            | Deelen:Groot-Heidekamp                         |                               | 529651 | Upload foto                                                                              |
| Vliegbasis Deelen/Groot-Heidekamp: Gebouw E8, schuur                                           | Bijgebouwen               | 1940-1941                                   |                            | Deelen:Groot-Heidekamp                         |                               | 529652 | Upload foto                                                                              |
| Vliegbasis Deelen/Groot-Heidekamp: Gebouw F, mortuarium                                        | Bijgebouwen               | 1940-1941                                   |                            | Deelen:Groot-Heidekamp                         |                               | 529653 | Upload foto                                                                              |
| Vliegbasis Deelen/Groot-Heidekamp: Gebouw G1, bluswaterbunker                                  | Bijgebouwen               | 1940-1941                                   |                            | Deelen:Groot-Heidekamp                         |                               | 529654 | Upload foto                                                                              |
| Vliegbasis Deelen/Groot-Heidekamp: Gebouw G2, bluswaterbunker                                  | Bijgebouwen               | 1940-1941                                   |                            | Deelen:Groot-Heidekamp                         |                               | 529655 | Upload foto                                                                              |
| Vliegbasis Deelen/Groot-Heidekamp: Gebouw G3, bluswaterbunker                                  | Bijgebouwen               | 1940-1941                                   |                            | Deelen:Groot-Heidekamp                         |                               | 529656 | Upload foto                                                                              |
| Vliegbasis Deelen/Groot-Heidekamp: Gebouw G4, bluswaterbunker                                  | Bijgebouwen               | 1940-1941                                   |                            | Deelen:Groot-Heidekamp                         |                               | 529657 | Upload foto                                                                              |
| Vliegbasis Deelen/Groot-Heidekamp: Gebouw P1, schuur, in oorsprong transformatorhuis           | Bijgebouwen               | 1940-1941                                   |                            | Deelen:Groot-Heidekamp                         |                               | 529658 | Upload foto                                                                              |
| Vliegbasis Deelen/Groot-Heidekamp: Gebouw P2, schuur, in oorsprong transformatorhuis           | Bijgebouwen               | 1940-1941                                   |                            | Deelen:Groot-Heidekamp                         |                               | 529659 | Upload foto                                                                              |
| Vliegbasis Deelen/Klein-Heidekamp: Terrein met aanleg                                          | Open verdedigingswerk     | 1940-1941                                   |                            | Deelen/Klein-Heidekamp                         |                               | 529662 | Upload foto                                                                              |
| Vliegbasis Deelen/Klein-Heidekamp: Gebouw 1-1, badhuis                                         | Militair verblijfsgebouw  | 1940-1941                                   |                            | Deelen/Klein-Heidekamp                         |                               | 529663 | Upload foto                                                                              |
| Vliegbasis Deelen/Klein-Heidekamp: Gebouw 1-2, ketelhuis met kolenopslag                       | Bijgebouwen               | 1940-1941                                   |                            | Deelen/Klein-Heidekamp                         |                               | 529664 | Upload foto                                                                              |
| Vliegbasis Deelen/Klein-Heidekamp: Gebouw 1-3, commandogebouw                                  | Bijgebouwen               | 1940-1941                                   |                            | Deelen/Klein-Heidekamp                         |                               | 529665 | Upload foto                                                                              |
| Vliegbasis Deelen/Klein-Heidekamp: Gebouw 1-4, transformatorhuisje                             | Bijgebouwen               | 1940-1941                                   |                            | Deelen/Klein-Heidekamp                         |                               | 529666 | Upload foto                                                                              |
| Vliegbasis Deelen/Klein-Heidekamp: Gebouw 1-5, poortwachtershuisje met garage, muur en hekwerk | Bijgebouwen               | 1940-1941                                   |                            | Deelen/Klein-Heidekamp                         |                               | 529667 | Meer afbeeldingen                                                                        |
| Vliegbasis Deelen/Klein-Heidekamp: Gebouw 1-5/A4, garage/stalling                              | Bijgebouwen               | 1940-1941                                   |                            | Deelen/Klein-Heidekamp                         |                               | 529668 | Upload foto                                                                              |
| Vliegbasis Deelen/Klein-Heidekamp: Gebouw 1-6, officierswoning met schuur en garage            | Militair verblijfsgebouw  | 1940-1941                                   |                            | Deelen/Klein-Heidekamp                         |                               | 529669 | Meer afbeeldingen                                                                        |
| Vliegbasis Deelen/Klein-Heidekamp: Gebouw 1-6/A15, schuur                                      | Bijgebouwen               | 1940-1941                                   |                            | Deelen/Klein-Heidekamp                         |                               | 529670 | Upload foto                                                                              |
| Vliegbasis Deelen/Klein-Heidekamp: Gebouw 1-6/B1, garage/stalling                              | Bijgebouwen               | 1940-1941                                   |                            | Deelen/Klein-Heidekamp                         |                               | 529671 | Upload foto                                                                              |
| Vliegbasis Deelen/Klein-Heidekamp: Gebouw 1-7, officierswoning met schuur en garage            | Militair verblijfsgebouw  | 1940-1941                                   |                            | Deelen/Klein-Heidekamp                         |                               | 529672 | Meer afbeeldingen                                                                        |
| Vliegbasis Deelen/Klein-Heidekamp: Gebouw 1-7/A5, schuur                                       | Bijgebouwen               | 1940-1941                                   |                            | Deelen/Klein-Heidekamp                         |                               | 529673 | Upload foto                                                                              |
| Vliegbasis Deelen/Klein-Heidekamp: Gebouw 1-7/B2, garage/stalling                              | Bijgebouwen               | 1940-1941                                   |                            | Deelen/Klein-Heidekamp                         |                               | 529674 | Upload foto                                                                              |
| Vliegbasis Deelen/Klein-Heidekamp: Gebouw 1-9, officierswoning met schuur                      | Militair verblijfsgebouw  | 1940-1941                                   |                            | Deelen/Klein-Heidekamp                         |                               | 529675 | Meer afbeeldingen                                                                        |
| Vliegbasis Deelen/Klein-Heidekamp: Gebouw 1-9/A6, schuur                                       | Bijgebouwen               | 1940-1941                                   |                            | Deelen/Klein-Heidekamp                         |                               | 529676 | Upload foto                                                                              |
| Vliegbasis Deelen/Klein-Heidekamp: Gebouw 1-10, grote legeringsbarak                           | Militair verblijfsgebouw  | 1940-1941                                   |                            | Deelen/Klein-Heidekamp                         |                               | 529677 | Upload foto                                                                              |
| Vliegbasis Deelen/Klein-Heidekamp: Gebouw 1-11, legeringsbarak                                 | Militair verblijfsgebouw  | 1940-1941                                   |                            | Deelen/Klein-Heidekamp                         |                               | 529678 | Meer afbeeldingen                                                                        |
| Vliegbasis Deelen/Klein-Heidekamp: Gebouw 1-12, officiershuis                                  | Militair verblijfsgebouw  | 1940-1941                                   |                            | Deelen/Klein-Heidekamp                         |                               | 529679 | Upload foto                                                                              |
| Vliegbasis Deelen/Klein-Heidekamp: Gebouw 1-13, middelgrote legeringsbarak                     | Militair verblijfsgebouw  | 1940-1941                                   |                            | Deelen/Klein-Heidekamp                         |                               | 529680 | Upload foto                                                                              |
| Vliegbasis Deelen/Klein-Heidekamp: Gebouw 1-14, middelgrote legeringsbarak                     | Militair verblijfsgebouw  | 1940-1941                                   |                            | Deelen/Klein-Heidekamp                         |                               | 529681 | Meer afbeeldingen                                                                        |
| Vliegbasis Deelen/Klein-Heidekamp: Gebouw 1-15, officiershuis                                  | Bijgebouwen               | 1940-1941                                   |                            | Deelen/Klein-Heidekamp                         |                               | 529682 | Meer afbeeldingen                                                                        |
| Vliegbasis Deelen/Klein-Heidekamp: Gebouw 1-17, legeringsbarak                                 | Militair verblijfsgebouw  | 1940-1941                                   |                            | Deelen/Klein-Heidekamp                         |                               | 529683 | Meer afbeeldingen                                                                        |
| Vliegbasis Deelen/Klein-Heidekamp: Gebouw 1-18, legeringsbarak                                 | Militair verblijfsgebouw  | 1940-1941                                   |                            | Deelen/Klein-Heidekamp                         |                               | 529684 | Upload foto                                                                              |
| Vliegbasis Deelen/Klein-Heidekamp: Gebouw 1-19a/b, dubbele officierswoning met schuur          | Bijgebouwen               | 1940-1941                                   |                            | Deelen/Klein-Heidekamp                         |                               | 529685 | Upload foto                                                                              |
| Vliegbasis Deelen/Klein-Heidekamp: Gebouw 1-19/A8, schuur                                      | Bijgebouwen               | 1940-1941                                   |                            | Deelen/Klein-Heidekamp                         |                               | 529686 | Upload foto                                                                              |
| Vliegbasis Deelen/Klein-Heidekamp: Gebouw 1-20, legeringsbarak                                 | Militair verblijfsgebouw  | 1940-1941                                   |                            | Deelen/Klein-Heidekamp                         |                               | 529687 | Meer afbeeldingen                                                                        |
| Vliegbasis Deelen/Klein-Heidekamp: Gebouw 1-20/B4, garage/stalling                             | Bijgebouwen               | 1940-1941                                   |                            | Deelen/Klein-Heidekamp                         |                               | 529688 | Upload foto                                                                              |
| Vliegbasis Deelen/Klein-Heidekamp: Gebouw 1-22/E4, legeringsgebouw met hondenhok               | Militair verblijfsgebouw  | 1940-1941                                   |                            | Deelen/Klein-Heidekamp                         |                               | 529689 | Upload foto                                                                              |
| Vliegbasis Deelen/Klein-Heidekamp: Gebouw 1-23a/b, dubbele officierswoning                     | Bijgebouwen               | 1940-1941                                   |                            | Deelen/Klein-Heidekamp                         |                               | 529691 | Upload foto                                                                              |
| Vliegbasis Deelen/Klein-Heidekamp: Gebouw 1-23/A9, schuur                                      | Bijgebouwen               | 1940-1941                                   |                            | Deelen/Klein-Heidekamp                         |                               | 529692 | Upload foto                                                                              |
| Vliegbasis Deelen/Klein-Heidekamp: Gebouw 1-24a/b, dubbele officierswoning met schuur          | Militair verblijfsgebouw  | 1940-1941                                   |                            | Deelen/Klein-Heidekamp                         |                               | 529693 | Upload foto                                                                              |
| Vliegbasis Deelen/Klein-Heidekamp: Gebouw 1-24/A10, schuur                                     | Bijgebouwen               | 1940-1941                                   |                            | Deelen/Klein-Heidekamp                         |                               | 529694 | Upload foto                                                                              |
| Vliegbasis Deelen/Klein-Heidekamp: Gebouw 1-26, officierswoning met schuur of garage           | Bijgebouwen               | 1940-1941                                   |                            | Deelen/Klein-Heidekamp                         |                               | 529695 | Upload foto                                                                              |
| Vliegbasis Deelen/Klein-Heidekamp: Gebouw 1-27, officierswoning met schuur                     | Militair verblijfsgebouw  | 1940-1941                                   |                            | Deelen/Klein-Heidekamp                         |                               | 529696 | Upload foto                                                                              |
| Vliegbasis Deelen/Klein-Heidekamp: Gebouw 1-27/A12, schuur                                     | Bijgebouwen               | 1940-1941                                   |                            | Deelen/Klein-Heidekamp                         |                               | 529697 | Upload foto                                                                              |
| Vliegbasis Deelen/Klein-Heidekamp: Gebouw 1-28, officierswoning met schuur of garage           | Militair verblijfsgebouw  | 1940-1941                                   |                            | Deelen/Klein-Heidekamp                         |                               | 529698 | Upload foto                                                                              |
| Vliegbasis Deelen/Klein-Heidekamp: Gebouw 1-29, officierswoning met schuur of garage           | Militair verblijfsgebouw  | 1940-1941                                   |                            | Deelen/Klein-Heidekamp                         |                               | 529699 | Upload foto                                                                              |
| Vliegbasis Deelen/Klein-Heidekamp: Gebouw B-3, garage/stalling                                 | Bijgebouwen               | 1940-1941                                   |                            | Deelen/Klein-Heidekamp                         |                               | 529701 | Upload foto                                                                              |
| Vliegbasis Deelen/Klein-Heidekamp: Gebouw G-5, bluswaterbunker                                 | Bijgebouwen               | 1940-1941                                   |                            | Deelen/Klein-Heidekamp                         |                               | 529702 | Upload foto                                                                              |
| Vliegbasis Deelen/Klein-Heidekamp: Gebouw G-6, bluswaterbunker                                 | Bijgebouwen               | 1940-1941                                   |                            | Deelen/Klein-Heidekamp                         |                               | 529703 | Upload foto                                                                              |
| Vliegbasis Deelen/Zeven Provinciën: Terrein met aanleg                                         | Open verdedigingswerk     | 1941-1942                                   |                            | Deelen/Zeven Provinciën                        |                               | 529797 | Upload foto                                                                              |
| Vliegbasis Deelen/Zeven Provinciën: Gebouw 1, militaire woning                                 | Militair verblijfsgebouw  | 1941-1942                                   |                            | Deelen/Zeven Provinciën                        |                               | 529798 | Upload foto                                                                              |
| Vliegbasis Deelen/Zeven Provinciën: Gebouw 3, militaire woning                                 | Militair verblijfsgebouw  | 1941-1942                                   |                            | Deelen/Zeven Provinciën                        |                               | 529799 | Upload foto                                                                              |
| Vliegbasis Deelen/Zeven Provinciën: Gebouw 4, militaire woning                                 | Militair verblijfsgebouw  | 1941-1942                                   |                            | Deelen/Zeven Provinciën                        |                               | 529800 | Upload foto                                                                              |
| Vliegbasis Deelen/Zeven Provinciën: Gebouw 5, militaire woning                                 | Militair verblijfsgebouw  | 1941-1942                                   |                            | Deelen/Zeven Provinciën                        |                               | 529801 | Upload foto                                                                              |
| Vliegbasis Deelen/Zeven Provinciën: Gebouw 6, militaire woning                                 | Militair verblijfsgebouw  | 1941-1942                                   |                            | Deelen/Zeven Provinciën                        |                               | 529802 | Upload foto                                                                              |
| Vrijland Noord, Terrein                                                                        | Open verdedigingswerk     |                                             |                            |                                                |                               | 529715 | Upload foto                                                                              |
| Vrijland Noord, Gebouw I A, Junkershalle                                                       | Bijgebouwen               |                                             |                            |                                                |                               | 529716 | Meer afbeeldingen                                                                        |
| Vrijland Noord, Gebouw IV, vliegtuighangar                                                     | Bijgebouwen               |                                             |                            |                                                |                               | 529717 | Upload foto                                                                              |
| Vrijland Noord, Gebouw 1, schuur                                                               | Bijgebouwen               |                                             |                            |                                                |                               | 529718 | Upload foto                                                                              |
| Vrijland Noord, Gebouw 2, magazijn                                                             | Bijgebouwen               |                                             |                            |                                                |                               | 529719 | Upload foto                                                                              |
| Vrijland Noord, Gebouw 3, administratiegebouw                                                  | Bijgebouwen               |                                             |                            |                                                |                               | 529720 | Upload foto                                                                              |
| Vrijland Noord, Gebouw 4, expeditiegebouw                                                      | Bijgebouwen               |                                             |                            |                                                |                               | 529721 | Upload foto                                                                              |
| Vrijland Noord, Gebouw 5, motorwasserij                                                        | Bijgebouwen               |                                             |                            |                                                |                               | 529722 | Upload foto                                                                              |
| Vrijland Noord, Gebouw 7, radiomontage en -reparatie                                           | Bijgebouwen               |                                             |                            |                                                |                               | 529723 | Upload foto                                                                              |
| Vrijland Noord, Gebouw 8, motoronderhoud en -reparatie                                         | Bijgebouwen               |                                             |                            |                                                |                               | 529724 | Upload foto                                                                              |
| Vrijland Noord, Gebouw 9, kabelopslag                                                          | Bijgebouwen               |                                             |                            |                                                |                               | 529725 | Upload foto                                                                              |
| Vrijland Noord, Gebouw 10, verfspuiterij                                                       | Bijgebouwen               |                                             |                            |                                                |                               | 529726 | Upload foto                                                                              |
| Vrijland Noord, Gebouw 11, accuwerkplaats                                                      | Bijgebouwen               |                                             |                            |                                                |                               | 529727 | Upload foto                                                                              |
| Vrijland Noord, Gebouw 12, magazijn                                                            | Bijgebouwen               |                                             |                            |                                                |                               | 529728 | Upload foto                                                                              |
| Vrijland Noord, Gebouw 13, parachutepakkerij                                                   | Bijgebouwen               |                                             |                            |                                                |                               | 529729 | Upload foto                                                                              |
| Vrijland Noord, Gebouw 14, ketelhuis met kolenopslag                                           | Bijgebouwen               |                                             |                            |                                                |                               | 529730 | Upload foto                                                                              |
| Vrijland Noord, Gebouw 15, transformatorhuis                                                   | Bijgebouwen               |                                             |                            |                                                |                               | 529731 | Upload foto                                                                              |
| Vrijland Noord, Gebouw 15a, transformatorhuis                                                  | Bijgebouwen               |                                             |                            |                                                |                               | 529732 | Upload foto                                                                              |
| Vrijland Noord, Gebouw 18, legeringsbarak                                                      | Militair verblijfsgebouw  |                                             |                            |                                                |                               | 529733 | Upload foto                                                                              |
| Vrijland Noord, Gebouw 19, legeringsbarak                                                      | Militair verblijfsgebouw  |                                             |                            |                                                |                               | 529734 | Upload foto                                                                              |
| Vrijland Noord, Gebouw 20, kledingmagazijn en sportruimte                                      | Militair verblijfsgebouw  |                                             |                            |                                                |                               | 529735 | Upload foto                                                                              |
| Vrijland Noord, Gebouw 21, verbindingsbunker                                                   | Bijgebouwen               |                                             |                            | nabij de Hoenderloseweg                        |                               | 529736 | Upload foto                                                                              |
| Vrijland Noord, Gebouw P4, schuur                                                              | Bijgebouwen               |                                             |                            |                                                |                               | 529737 | Upload foto                                                                              |
| Vliegbasis Deelen/Groot-Heidekamp: Gebouw 41, garage                                           | Bijgebouwen               | 1940-1941                                   |                            | Deelen:Groot-Heidekamp                         |                               | 531170 | Upload foto                                                                              |
| Vliegbasis Deelen/Groot-Heidekamp: Gebouw 42, garage                                           | Bijgebouwen               | 1940-1941                                   |                            | Deelen:Groot-Heidekamp                         |                               | 531171 | Upload foto                                                                              |
| Vliegbasis Deelen/Groot-Heidekamp: Gebouw 43, garage                                           | Bijgebouwen               | 1940-1941                                   |                            | Deelen:Groot-Heidekamp                         |                               | 531172 | Upload foto                                                                              |
| Vliegbasis Deelen/Groot-Heidekamp: Gebouw 44, garage                                           | Bijgebouwen               | 1940-1941                                   |                            | Deelen:Groot-Heidekamp                         |                               | 531173 | Upload foto                                                                              |
| Vliegbasis Deelen/Groot-Heidekamp: Gebouw 47, garage                                           | Bijgebouwen               | 1940-1941                                   |                            | Deelen:Groot-Heidekamp                         |                               | 531174 | Upload foto                                                                              |
| Vliegbasis Deelen/Groot-Heidekamp: Gebouw 48, garage                                           | Bijgebouwen               | 1940-1941                                   |                            | Deelen:Groot-Heidekamp                         |                               | 531175 | Upload foto                                                                              |
| Vliegbasis Deelen/Groot-Heidekamp: Gebouw 56, ketelhuis annex badhuis                          | Bijgebouwen               | 1940-1941                                   |                            | Deelen:Groot-Heidekamp                         |                               | 531176 | Upload foto                                                                              |
| Vliegbasis Deelen/Klein-Heidekamp: Gebouw 1-21, garage                                         | Bijgebouwen               | 1940-1941                                   |                            | Deelen/Klein-Heidekamp                         |                               | 531177 | Upload foto                                                                              |
| Kop van Deelen, Terrein                                                                        | Open verdedigingswerk     |                                             |                            | Bij Delenseweg 85                              |                               | 529739 | Upload foto                                                                              |
| Kop van Deelen, Gebouw 1                                                                       | Militair verblijfsgebouw  |                                             |                            | Bij Delenseweg 85                              |                               | 529740 | Upload foto                                                                              |
| Kop van Deelen, Gebouw 2                                                                       | Militair verblijfsgebouw  |                                             |                            | Bij Delenseweg 85                              |                               | 529741 | Upload foto                                                                              |
| Kop van Deelen, Gebouw 3                                                                       | Militair verblijfsgebouw  |                                             |                            | Bij Delenseweg 85                              |                               | 529742 | Upload foto                                                                              |
| Kop van Deelen, Gebouw 5                                                                       | Militair verblijfsgebouw  |                                             |                            | Bij Delenseweg 85                              |                               | 529743 | Upload foto                                                                              |
| Kop van Deelen, Gebouw 6                                                                       | Militair verblijfsgebouw  |                                             |                            | Bij Delenseweg 85                              |                               | 529744 | Upload foto                                                                              |
| Kop van Deelen, Gebouw 7                                                                       | Militair verblijfsgebouw  |                                             |                            | Bij Delenseweg 85                              |                               | 529745 | Upload foto                                                                              |
| Kop van Deelen, Gebouw 8                                                                       | Militair verblijfsgebouw  |                                             |                            | Bij Delenseweg 85                              |                               | 529746 | Upload foto                                                                              |
| Kop van Deelen, Gebouw 9, kantine                                                              | Bijgebouwen               |                                             |                            | Bij Delenseweg 85                              |                               | 529747 | Upload foto                                                                              |
| Kop van Deelen, Gebouw 10, badhuis en ketelhuis                                                | Bijgebouwen               |                                             |                            | Bij Delenseweg 85                              |                               | 529748 | Upload foto                                                                              |
| Kop van Deelen, Gebouw 11                                                                      | Militair verblijfsgebouw  |                                             |                            | Bij Delenseweg 85                              |                               | 529749 | Upload foto                                                                              |
| Kop van Deelen, Gebouw 12                                                                      | Militair verblijfsgebouw  |                                             |                            | Bij Delenseweg 85                              |                               | 529750 | Upload foto                                                                              |
| Kop van Deelen, Gebouw 13                                                                      | Militair verblijfsgebouw  |                                             |                            | Bij Delenseweg 85                              |                               | 529751 | Upload foto                                                                              |
| Kop van Deelen, Gebouw 14a, lazaret                                                            | Bijgebouwen               |                                             |                            | Bij Delenseweg 85                              |                               | 529752 | Upload foto                                                                              |
| Kop van Deelen, Gebouw 14                                                                      | Militair verblijfsgebouw  |                                             |                            | Bij Delenseweg 85                              |                               | 529753 | Upload foto                                                                              |
| Kop van Deelen, Gebouw 15, garage met smeerkuil                                                | Bijgebouwen               |                                             |                            | Bij Delenseweg 85                              |                               | 529754 | Upload foto                                                                              |
| Kop van Deelen, Gebouw 16, transformatorhuis                                                   | Bijgebouwen               |                                             |                            | Bij Delenseweg 85                              |                               | 529755 | Upload foto                                                                              |
| Kop van Deelen, Gebouw 18, brandweerkazerne, kantoor en hondenhok                              | Bijgebouwen               |                                             |                            | Bij Delenseweg 85                              |                               | 529803 | Upload foto                                                                              |
| Kop van Deelen, Gebouw 19, vluchtleidingscentrum                                               | Bijgebouwen               |                                             |                            | Bij Delenseweg 85                              |                               | 529804 | Upload foto                                                                              |
| Kop van Deelen, Gebouw 21, bunker van de verbindingsdienst                                     | Bijgebouwen               |                                             |                            | Bij Delenseweg 85                              |                               | 529805 | Upload foto                                                                              |
| Kop van Deelen, Gebouw 22, bunker                                                              | Bijgebouwen               |                                             |                            | Bij Delenseweg 85                              |                               | 529806 | Upload foto                                                                              |
| Kop van Deelen, Gebouw 23, commandobunker                                                      | Bijgebouwen               |                                             |                            | Bij Delenseweg 85                              |                               | 529807 | Upload foto                                                                              |
| Kop van Deelen, Gebouw 24, pompgebouw met put                                                  | Bijgebouwen               |                                             |                            | Bij Delenseweg 85                              |                               | 529808 | Upload foto                                                                              |
| Kop van Deelen, Gebouw A1, schuur                                                              | Bijgebouwen               |                                             |                            | Bij Delenseweg 85                              |                               | 529809 | Upload foto                                                                              |
| Kop van Deelen, Gebouw B1, garage met smeerkuil                                                | Bijgebouwen               |                                             |                            | Bij Delenseweg 85                              |                               | 529810 | Upload foto                                                                              |
| Kop van Deelen, Gebouw G10, bluswaterbunker                                                    | Bijgebouwen               |                                             |                            | Bij Delenseweg 85                              |                               | 529811 | Upload foto                                                                              |
| Vliegveld Deelen, Gebouw K 4                                                                   | Munitiedepot              |                                             |                            | Bij Delenseweg 10                              |                               | 529780 | Upload foto                                                                              |
| Vliegveld Deelen, Vliegveld                                                                    | Open verdedigingswerk     |                                             |                            | Bij Koningsweg 17B                             |                               | 529782 | Upload foto                                                                              |
| Vliegveld Deelen, Gebouw 16                                                                    | Bijgebouwen               |                                             |                            | Bij Koningsweg 17B                             |                               | 529784 | Upload foto                                                                              |
| Vliegveld Deelen, Gebouw 22 annex geluidswal                                                   | Bijgebouwen               |                                             |                            | Bij Koningsweg 17B                             |                               | 529785 | Upload foto                                                                              |
| Vliegveld Deelen, Vliegtuighangar (6), vermomd als boerderij                                   | Bijgebouwen               |                                             |                            | Bij Koningsweg 17A                             |                               | 529786 | Upload foto                                                                              |
| Vliegveld Deelen, Vliegtuighangar (7), vermomd als boerderij                                   | Bijgebouwen               |                                             |                            | Bij Koningsweg 17A                             |                               | 529787 | Upload foto                                                                              |
| Vliegveld Deelen, Vliegtuighangar (8), vermomd als boerderij Reynouthoeve                      | Bijgebouwen               |                                             |                            | Bij Koningsweg 17A                             |                               | 529788 | Upload foto                                                                              |
| Vliegveld Deelen, Locomotiefloods (9), vermomd als boerderij                                   | Bijgebouwen               |                                             |                            | Bij Koningsweg 17B                             |                               | 529789 | Upload foto                                                                              |
| Vliegveld Deelen, Vliegtuighangar (10), vermomd als boerderij                                  | Bijgebouwen               |                                             |                            | Bij Koningsweg 17B                             |                               | 529790 | Upload foto                                                                              |
| Vliegveld Deelen, Vliegtuighangar (11), vermomd als kop-hals-rompboerderij Adelaerthoeve       | Bijgebouwen               |                                             |                            | Bij Koningsweg 24B                             |                               | 529791 | Vliegveld Deelen, Vliegtuighangar (11), vermomd als kop-hals-rompboerderij Adelaerthoeve |
| Vliegveld Deelen, Kompaskompenseerschijf.                                                      | Bijgebouwen               |                                             |                            | Bij Koningsweg 17B                             |                               | 529792 | Upload foto                                                                              |
| Vliegveld Deelen, Voormalige opstellingen voor luchtdoelgeschut (13)                           | Bijgebouwen               |                                             |                            | Ten zuidwesten van de Hooilaan                 |                               | 529793 | Upload foto                                                                              |
| Koningsweg Noord, Terrein                                                                      | Open verdedigingswerk     |                                             |                            | Bij Koningsweg 23A                             |                               | 529805 | Koningsweg Noord, Terrein                                                                |
| Koningsweg Noord, Gebouw 4                                                                     | Militair verblijfsgebouw  |                                             |                            | Bij Koningsweg 23A                             |                               | 529806 | Koningsweg Noord, Gebouw 4                                                               |
| Koningsweg Noord, Gebouw 5                                                                     | Militair verblijfsgebouw  |                                             |                            | Bij Koningsweg 23A                             |                               | 529807 | Koningsweg Noord, Gebouw 5                                                               |
| Koningsweg Noord, Gebouw 6                                                                     | Militair verblijfsgebouw  |                                             |                            | Bij Koningsweg 23A                             |                               | 529808 | Upload foto                                                                              |
| Koningsweg Noord, Mortuarium                                                                   | Bijgebouwen               |                                             |                            | Bij Koningsweg 23A                             |                               | 529809 | Upload foto                                                                              |
| Kop van Deelen, Gebouw 17, gasmaskeroefengebouw                                                | Bijgebouwen               |                                             |                            | Bij Delenseweg 85                              |                               | 532126 | Upload foto                                                                              |